# Ned Flanders
Nedward „Ned“ Flanders je fiktivní postava z amerického animovaného seriálu Simpsonovi. Hlas mu propůjčil Harry Shearer (v českém znění Jiří Havel). Poprvé se objevuje v 1. epizodě 1. řady Vánoce u Simpsonových. Je to extrémně nábožensky založený, dobromyslný a veselý soused rodiny Simpsonových, kterého Homer Simpson obecně nesnáší, ačkoli v mnoha případech jsou vykresleni jako dobří přátelé. Jako svědomitý a zbožný evangelický křesťan patří k nejpřátelštějším a nejslitovnějším obyvatelům Springfieldu a je obecně považován za pilíř springfieldské komunity. 
Byl jednou z prvních postav mimo nejbližší rodinu Simpsonových, které se v seriálu objevily, a od té doby se stal ústřední postavou několika epizod, z nichž první byl díl 2. řady s názvem Golfová společnost. Jeho příjmení pochází z ulice Flanders v Portlandu ve státě Oregon, rodného města tvůrce Simpsonových Matta Groeninga. Když byl vytvořen, měl být jen sousedem, který byl velmi milý, ale kterého Homer nesnášel. 

## Role v seriáluSimpsonovi
Ned je velmi čestný a upřímný v naplňování křesťanského učení o dobročinnosti, laskavosti a soucitu. Často se objevuje při dobrovolnické práci a je přísně čestný a poctivý, dokonce jde tak daleko, že stráví celý den pátráním po zákazníkovi Levária, aby mu dal drobné navíc, které mu zapomněl odevzdat. 
V díle Homerova koronární operace daruje ze své dobroty ledvinu a plíci tomu, kdo je potřebuje jako první. Je také dobrým sousedem Simpsonových a pravidelně jim nabízí svou pomoc. Nedovo houževnaté přátelství vzbuzuje loajalitu ostatních; když se jeho obchod Levárium krátce po otevření ocitl na pokraji bankrotu, Homer s pomocí mnoha lidí ve Springfieldu zařídil jeho záchranu. Navzdory skromnému zevnějšku skrývá Ned mimořádně vypracovanou postavu. V epizodě Kdo ví, kdo ovdoví? je naznačeno, že Ned má mimořádně velký penis, který mu sahá těsně nad kolena.

### Dobrý soused Simpsonových
V prvních letech seriálu Simpsonovi Homer Simpson Neda obecně nenáviděl, protože Nedova rodina, práce, zdraví a sebekázeň jsou kvalitnější, než by kdy mohl doufat, že dosáhne on sám. Často se ukazuje, jak si Homer od Flanderse „půjčuje“ (krade) předměty, jako je meteorologická budka, videokamera, diplom, zubní kartáček a klimatizační jednotka. Dokonce i gauč Simpsonových pochází z „obrubníku před Flandersovým domem“. Od té doby má Homer k Nedovi vztah lásky a nenávisti, někdy je jeho nejlepším přítelem, částečně díky Nedově nezištné toleranci vůči němu, jindy se k němu chová s naprostým přehlížením. Zdá se, že Homerovi na Nedovi upřímně záleží, přestože stále vyjadřuje a často jedná na základě pocitů odporu, a zároveň že Homer považuje Neda spíše za obtížného. Dřívějším vtipem bylo, že Marge považuje Flanderse za dokonalého souseda a obvykle se staví na jeho stranu místo svého manžela, což Homera vždy rozzuří. Homerova pohrdání si Flanders obvykle nevšímá. 

### Náboženství
Ned Flanders je skutečně dobromyslný, dobrosrdečný člověk a je jedním z mála ve Springfieldu, na kterého se tento popis vztahuje. Je pevně věřící, ale dokáže být plachý a tak trochu podbízivý. Je republikán a oddaný evangelický křesťan, který se striktně řídí doslovně Biblí a je snadno šokován, když je zpochybněn v jakémkoli dogmatu. To způsobuje častá volání reverendu Lovejoyovi, a to i kvůli maličkostem, až se o to Lovejoy přestal zajímat, a dokonce navrhl Flandersovi, aby zkusil jiné náboženství, což bylo v prvních sériích běžným vtipem, ale v pozdějších epizodách se to používalo méně. V 8. řadě se epizoda V tebe věříme, ó Marge zabývá vztahem mezi Lovejoyem a Flandersem, ukazuje historii jejich vztahu a to, jak se Lovejoy začal stále více nezajímat o Flandersovy problémy. Je ukázáno, že Flanders má ve svém domě pokoj plný memorabilií skupiny The Beatles. Tvrdí, že je to proto, že byli „slavnější než Ježíš“.

### Rodina a práce
Ned je dvojnásobný vdovec, protože byl ženatý se stejně věřící Maude. Měli spolu dvě děti: chráněné a naivní Roda a Todda Flandersovy. V 11. řadě v dílu Kdo ví, kdo ovdoví? Maude předčasně zemřela při podivné nehodě s dělem na trička a Flanders zůstal sám a truchlil. Ještě v manželství s Maude se Ned v dílu Ať žije Flanders oženil s Ginger, když se opil v Las Vegas. Ginger po Maudině smrti v pozdější epizodě na krátkou dobu přijela žít s Nedem a jeho syny, ale rychle ji omrzela chorobně sladká povaha Flandersových, a tak utekla. Navzdory svému vnějšímu šprtství byl Flanders také romanticky spojován s krásnou křesťansko-rockovou zpěvačkou Rachel Jordanovou, filmovou hvězdou Sarou Sloaneovou a nakonec se oženil s místní učitelkou Ednou Krabappelovou, jež později rovněž zemřela.
Ned získal diplom na Oral Roberts University v blíže nespecifikovaném oboru a po většinu svého dospělého života pracoval jako prodejce ve farmaceutickém průmyslu. Po ušetření velké části výdělku se Flanders rozhodl dát výpověď a investoval celoživotní úspory své rodiny do obchodu ve springfieldském nákupním středisku s názvem Levárium, jenž se specializoval na výrobky pro leváky. V 5. sérii, v epizodě Skinner – sladký nepřítel, inspektor Chalmers vyhodí Neda Flanderse, který se stal ředitelem po Skinnerově vyhazovu, jen proto, že ve škole svobodně vyjadřuje své náboženské názory. V dílu 29. řady Opuštěn však Levárium zavře kvůli špatnému prodeji a Flanders zůstane bez práce, dokud se nevrátí na Springfieldskou základní školu, kde si najde novou práci jako nový učitel Barta Simpsona a nahradí prázdné místo po své zesnulé druhé ženě Edně Krabappelové a zároveň uctí její životní sen.
V epizodě Hurikán Ned retrospektiva z doby před 30 lety ukazuje Neda jako malé dítě, přestože později před církevním shromážděním prohlásil, že je mu ve skutečnosti 60 let, a svůj mladistvý vzhled přičítal dodržování „tří C – čistý život, důkladné žvýkání a denní dávka vitamínu C“. Ned vyrůstal v New Yorku a byl synem „podivínských beatníků“, kteří Neda neukáznili (protože to nepovažovali za správné) a nechali ho volně pobíhat. Nakonec ho odvedli k psychiatrovi Dr. Fosterovi, který mladého Neda podrobil spankalogickému protokolu Minnesotské univerzity, jenž zahrnoval osm měsíců nepřetržitého výprasku. Léčba fungovala tak dobře, že díky ní Flanders nebyl schopen vůbec vyjádřit hněv a ve chvílích, kdy byl obzvlášť blízko ztrátě rozvahy, vyústila v jeho charakteristické nesmyslné blábolení, které způsobilo, že Ned nevědomky potlačil svůj hněv.

## Postava

### Vytvoření
Ned Flanders, kterého navrhl Rich Moore, se poprvé objevil v epizodě první série Vánoce u Simpsonových. Díl byl premiérou seriálu, ale ne první vyrobenou epizodou. První epizodou, ve které byl Flanders a jeho rodina prominentní, je díl 2. řady Golfová společnost, jenž také obsahoval první výskyt Maude a Roda Flandersových. Postava byla pojmenována podle ulice Flanders Street v Portlandu ve státě Oregon, rodném městě tvůrce Simpsonových Matta Groeninga. Groening popsal inspiraci pro Flanderse jako „prostě chlapíka, který byl opravdu milý, kterého Homer neměl žádný oprávněný důvod nenávidět, ale pak ho začal nenávidět“. Teprve po několika prvních dílech bylo rozhodnuto, že Flanders bude věřící křesťan. Mike Scully poznamenal, že Flanders je „vším, čím by Homer rád byl, i když to nikdy nepřizná“. Flanders měl být původně jen soused, na kterého Homer žárlí, ale Harry Shearer použil „takový sladký hlas“, a tak se z Flanderse stal křesťan a milý chlapík, vedle kterého by někdo raději bydlel než Homer. Flanders je známý svým nesmyslným žvatláním. Poprvé použil slovo „diddly“ v dílu Volání přírody.

### Vývoj
O náboženství Neda Flanderse se v prvních dílech seriálu nikdo nezmínil, v prvních řadách byl jen mírně nábožensky založený a jeho hlavní úlohou bylo být tak „klackovitě dokonalý, až to Simpsonovým vadí a dělá jim ostudu“, zatímco Homer Simpson Neda Flanderse odjakživa nenáviděl a vždy se ho snažil podrazit. Mezi scenáristy seriálu byla důsledná snaha, aby nebyl jen „dobrák od kosti a nesympatický člověk“. V pozdějších sériích se Flanders stal spíše karikaturou křesťanské pravice a jeho role „dokonalého souseda“ se zmírnila.
Nedův obchod Levárium se poprvé objevil v dílu Zkáza domu Flandersů. Navrhl ho George Meyer, který měl přítele, jenž vlastnil neúspěšný specializovaný obchod pro leváky.
Minimálně dvakrát se stalo, že Neda nenamluvil Harry Shearer – v epizodě Bart temnoty Flandersův vysoký křik přednesla Tress MacNeilleová a v dílu Homer – Maxi Obr Flanders komentuje, že kreslené filmy mohou snadno měnit dabéry, a při té příležitosti ho namluvil Karl Wiedergott.

### Dobrodružství Neda Flanderse
Dobrodružství Neda Flanderse byl domnělý seriál krátkých filmů s Flandersem v hlavní roli, ale vznikla pouze jedna epizoda s názvem Miluj boha. Objevuje se na konci dílu 4. řady Nastrčená osoba, protože epizoda byla příliš krátká a producenti už vyzkoušeli „všechny triky“, aby ji prodloužili. Ačkoli scénář k dílu napsal Adam I. Lapidus, Miluj boha napsali Mike Reiss, Al Jean a Sam Simon. Ve 34sekundové části, která je doplněna vlastní znělkou, Ned vejde do pokoje Roda a Todda, když se modlí, a řekne jim, že je čas jít do kostela. Je naštvaný, když Todd odpoví, že nejdou, dokud mu Todd nepřipomene, že je sobota, a Ned se svému omylu zasměje. 
Většina fanoušků byla z tohoto kraťasu zmatená, ale Billu Oakleymu a několika dalším autorům se líbil natolik, že chtěli natočit další. Později se Oakley a Josh Weinstein rozhodli vytvořit celou epizodu, která nebyla ničím jiným než volně souvisejícími kraťasy, a stala se z ní epizoda 7. řady Dvaadvacet krátkých filmů o Springfieldu. Pasáž Flanders/Lovejoy tohoto dílu napsal David X. Cohen. Dvaadvacet krátkých filmů o Springfieldu zase inspirovalo epizodu Futuramy Tři sta babek.

## Přijetí
Ačkoli se v posledních řadách stal Flanders karikaturou křesťanské pravice, stále je oblíbencem mnoha křesťanských diváků. Dr. Rowan Williams, bývalý arcibiskup z Canterbury, je fanouškem Simpsonových a Flanderse má rád. Nedova „nesnesitelná zbožnost“ byla popsána jako „nejostřejší kritika organizovaného náboženství v Simpsonových.“ Steve Goddard z webu Ship of Fools řekl: „Ned je nevinný cizinec ve světě cynismu a kompromisů. Máme ho rádi, protože víme, jaké to je být zařazen mezi šprty – a na konci z toho vyjít s úsměvem.“. Ve vydání časopisu Christianity Today z 5. února 2001, které vyšlo pod názvem Saint Flanders, byl Flanders spolu s Homerem a Marge uveden na obálce a byl označen za „nejviditelnějšího evangelikála pro mnoho Američanů“.

## Kulturní vliv
Ned Flanders byl popsán jako „nejznámější evangelikál Spojených států“. Podle Christianity Today není „dnes (v roce 2001) na amerických univerzitních a středoškolských kampusech jméno, které je nejvíce spojováno se slovem křesťan – kromě Ježíše –, papež, Matka Tereza, nebo dokonce Billy Graham. Místo toho je to hloupě vypadající chlapík jménem Ned Flanders z animovaného sitcomu známého jako Simpsonovi. Knírek, tlusté brýle, zelený svetr a nezkrotně veselé chování Neda Flanderse, souseda Homera Simpsona, z něj udělaly nesmazatelnou postavu, evangelikála, kterého neevangelikálové znají nejblíže.“
Profesionální hokejový brankář Peter Budaj byl známý tím, že během své hokejové kariéry měl na masce namalovaného Neda Flanderse.
V letech 2001 a 2002 pořádal britský křesťanský hudební a umělecký festival Greenbelt Festival speciální „Noc Neda Flanderse“. Na akci v roce 2001 se konala soutěž dvojníků a také vystoupila tribute kapela Ned Zeppelin. Konala se v sále s kapacitou 500 míst, který byl zaplněn do posledního místa, a u dveří bylo odmítnuto dalších 1500 lidí. Druhá akce se konala v roce 2002 a Ned Zeppelin se na ní objevili znovu.
Další tributní kapela, Okilly Dokilly, hraje heavy metalovou hudbu.
V roce 2021 byl po postavě pojmenován Ned Flanders Crossing, most pro pěší a cyklisty přes mezistátní silnici 405 v Portlandu ve státě Oregon. Spojuje dva úseky ulice Northwest Flanders Street, po níž je postava pojmenována.
Výrazný vývoj křesťanského fanatismu Neda Flanderse vedl k označení „flanderizace“. To se od té doby rozšířilo na označení přehnané charakterizace jakékoli postavy v průběhu televizního nebo filmového seriálu, včetně postav mimo Simpsonovy.  
Flanders se objevil na zboží seriálu Simpsonovi. V roce 2008 vydalo nakladatelství HarperCollins knihu Flandersova víra, která je součástí Simpsonovské knihovny moudrosti. Kniha přibližuje Flandersův život a jeho stále neutuchající víru.